# Churhat
Churhat fou un estat tributari protegit, una thikana feudataria de Rewa (o Rewah), governada per una dinastia Baghela. Raja Shiv Bahadur Singh, el 26è rao, va rebre (segle XX) el títol personal de rajà.